# Arrondissements des Pyrénées-Orientales
Le département des Pyrénées-Orientales comprend trois arrondissements.

## Composition
| Nom                         | Code Insee | Superficie (km2) | Population (dernière pop. légale) | Densité (hab./km2) | Modifier             |
| --------------------------- | ---------- | ---------------- | --------------------------------- | ------------------ | -------------------- |
| Arrondissement de Céret     | 661        | 1 214,10         | 136 277 (2022)                    | 112                | modifier les données |
| Arrondissement de Perpignan | 662        | 720,50           | 295 776 (2022)                    | 411                | modifier les données |
| Arrondissement de Prades    | 663        | 2 181,40         | 60 911 (2022)                     | 28                 | modifier les données |
| Pyrénées-Orientales         | 66         | 4 116,00         | 492 964 (2022)                    | 120                | modifier les données |

## Histoire

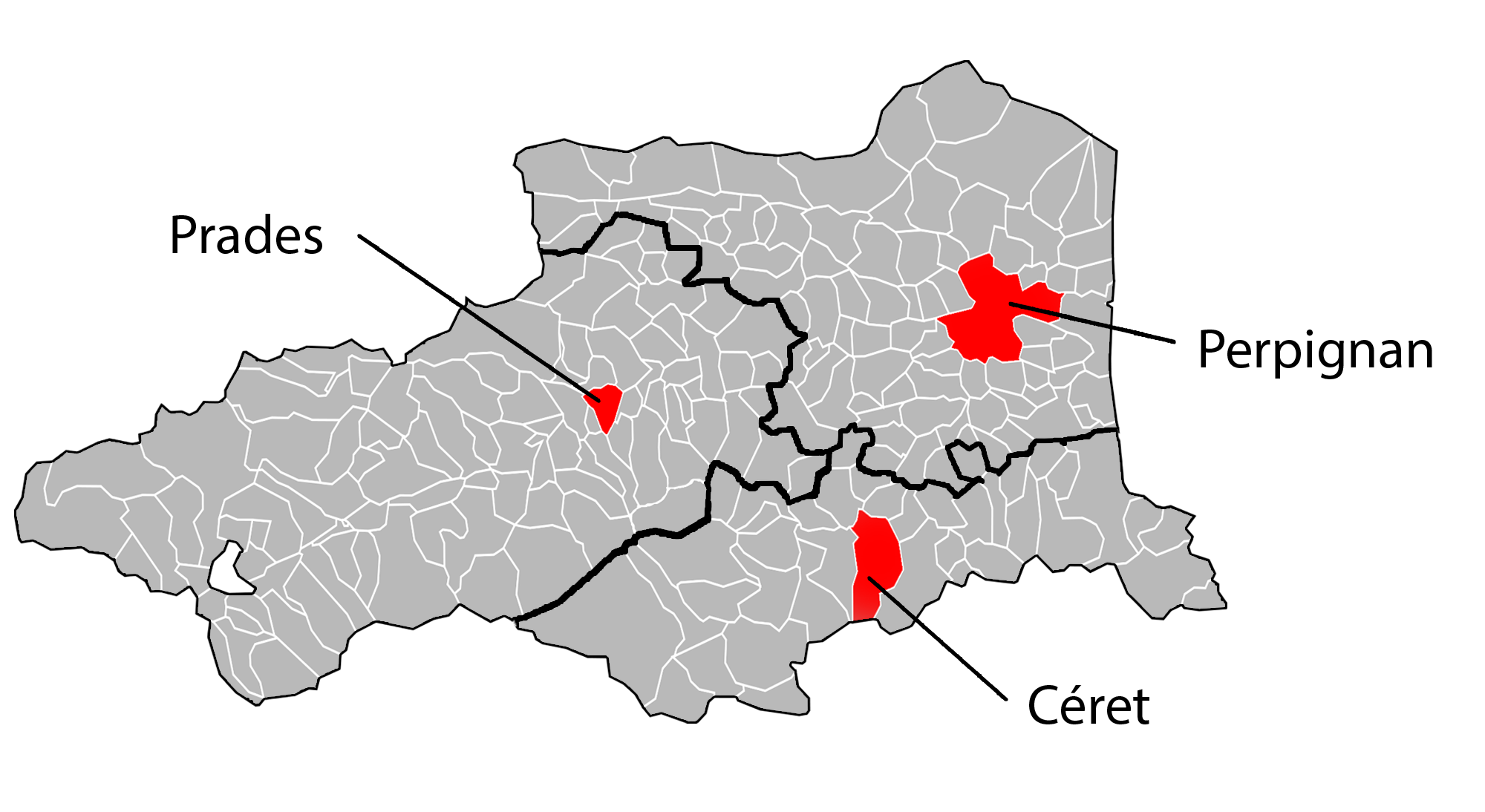
Les trois arrondissements des Pyrénées-Orientales avant 2017.

Les différentes sous-préfectures des Pyrénées-Orientales.
- 1790 : création du département des Pyrénées-Orientales avec trois districts : Céret, Perpignan, Prades
- 1800 : création des arrondissements : Céret, Perpignan, Prades